# Radekhiv
Radekhiv (em ucraniano:  Раде́хів; em polonês/polaco:  Radziechów) é uma cidade da Ucrânia, situada no Oblast de Leópolis. Tem 16,26 km² de área e sua população em 2020 foi estimada em 9.750 habitantes.